# Gregório Abeliano
Gregório (em latim: Gregorius; em armênio: Գրիգոր; romaniz.: Grigor) foi um nobre armênio do século VI da família Abeliano, ativo durante o reinado do xainxá Cosroes I (r. 531–579).

## Vida
Gregório foi naapetes (chefe) da família Abeliano em meados do século VI. Compareceu ao Segundo Concílio de Dúbio conveniado pelo católico Narses II em março de 555, conforme registrado nas atas preservadas no Livro das Cartas (Girk T'lt'ots).